# Ion Keith-Falconer

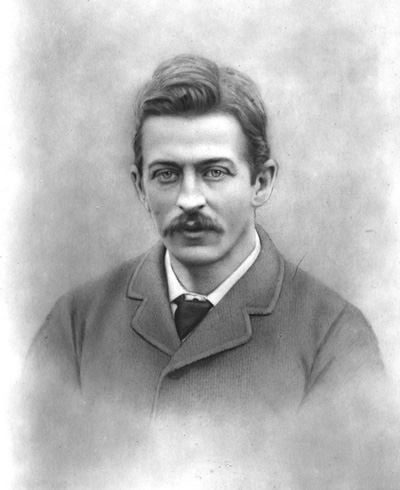
Ion Keith-Falconer (vor 1887)

Hon. Ion Grant Neville Keith-Falconer (* 5. Juli 1856 in Edinburgh; † 11. Mai 1887 in Sheikh Othman bei Aden, Jemen) war ein britischer Theologe, Philologe, Missionar und Radrennfahrer. Er beherrschte mehrere Sprachen, war Professor für Arabisch an der University of Cambridge sowie dreifacher nationaler Meister im Radsport. 1886 begründete er eine christliche Mission in der Nähe von Aden und starb dort im Jahr darauf, mutmaßlich an Malaria.

## Biographie

### Familie

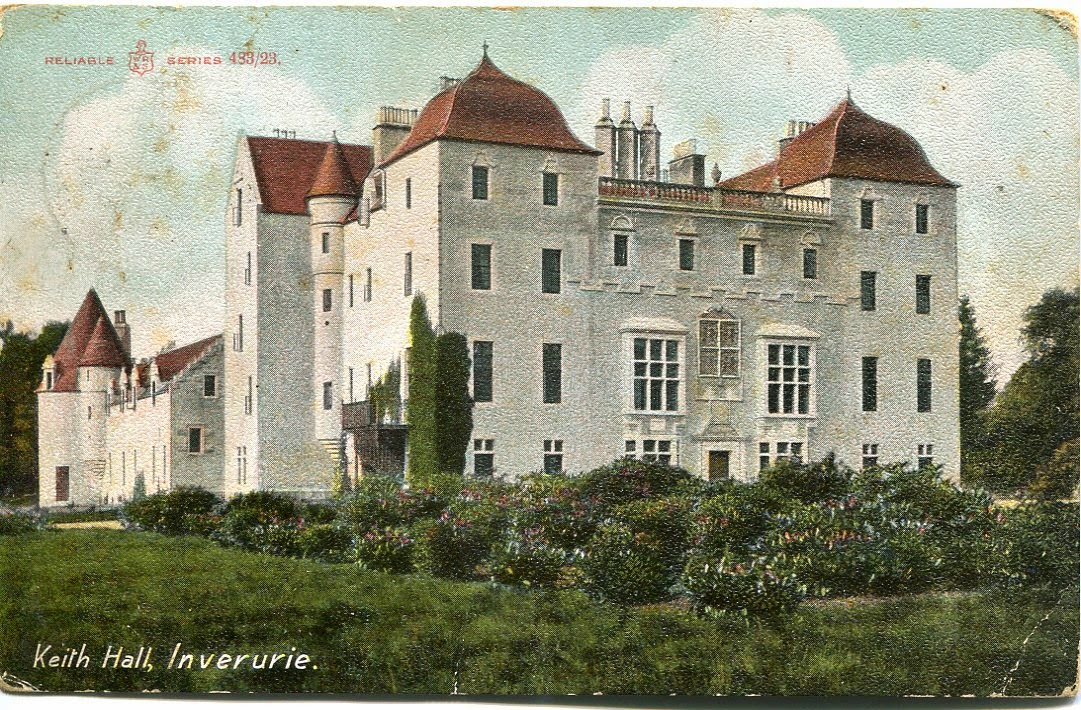
Der Familiensitz Keith Hall bei Inverurie (1909)

Ion Keith-Falconer war der dritte Sohn des Francis Keith-Falconer, 8. Earl of Kintore (1828–1880), aus dessen Ehe mit Louisa Madaleine Hawkins (1828–1916). Er hatte fünf Geschwister: drei Brüder und zwei Schwestern. Sein ältester Bruder war Algernon Keith-Falconer, späterer 9. Earl of Kintore und Gouverneur von South Australia. Der Clan Keith führt seine Geschichte bis auf das Jahr 1010 zurück, als ein Ahne den schottischen König Malcolm II. in der legendären (nicht historischen) Battle of Barry gegen eine Invasion der Dänen erfolgreich unterstützt haben und dafür mit Grundbesitz belohnt worden sein soll. Die Familie war sehr religiös und der Vater ein prominentes Mitglied der calvinistischen Church of Scotland.
Im März 1884 heiratete Ion Keith-Falconer Gwendolen Bevan, Tochter und eines der 16 Kinder von Robert Cooper Lee Bevan, Senior Partner der Barclays Bank; die kirchliche Trauung fand in Cannes statt. Die Ehe blieb kinderlos. Nach Keith-Falconers Tod 1887 heiratete seine Witwe Gwendolen 1894 in Indien den britischen Offizier Frederick Ewart Bradshaw und wurde Mutter von zwei Töchtern. Sie starb 1937. Eine ihrer Schwestern war die Autorin Nesta Webster, die dem Faschismus nahestand, einer ihrer Brüder Anthony Ashley Bevan, ein Arabist wie ihr Ehemann, und ein weiterer Bruder der Philosoph Edwyn Bevan.

### Schule, Ausbildung und Beruf
Seine Kinder- und Jugendzeit verbrachte Ion Keith-Falconer auf dem Familiensitz Keith Hall bei Inverurie. Dort wurden er und sein Bruder Dudley von einem Privatlehrer unterrichtet, bis er ab dem Alter von elf Jahren eine Vorbereitungsschule (Preparatory school) in Cheam bei Epsom besuchte; Dudley blieb wegen seiner schwachen Gesundheit zuhause. Mit 13 Jahren wechselte Ion Keith-Falconer auf die Harrow School. Er war dort einer der besten Schüler und gewann mehrfach Preise für seine Leistungen in Deutsch. 1873 verließ er Harrow und wurde fortan mit drei anderen Jungen zur Vorbereitung seines Besuchs der University of Cambridge von einem Vikar in Hitchin unterrichtet, vorrangig im Fach Mathematik, das er ursprünglich studieren wollte. Auch beschäftigte er sich mit der Tonic-sol-fa-Lehrmethode für den Gesangsunterricht. Im Jahr 1873 starb sein Bruder Dudley, der ihm sehr nahegestanden hatte, 1877 ein weiterer, jüngerer Bruder namens Arthur.
Im Oktober 1874 nahm Keith-Falconer ein Studium der Theologie und Religionswissenschaft am Trinity College in Cambridge auf, nach dessen Abschluss er Hebräisch und Semitische Sprachen studierte. Mehrfach wurde er für seine akademischen Leistungen ausgezeichnet; dennoch habe er nicht als „Streber“ gegolten. 1881 erlangte er den Abschluss als Magister (MA). Da er ein spezielles Interesse für Arabisch entwickelt hatte, ging er für weitere Studien nach Leipzig, wo er unter anderem Vorlesungen bei Friedrich Delitzsch hörte. In einem Brief berichtete er über den Antisemitismus in den Schriften von August Rohling und gab seinen Eindruck wieder, dass es in Deutschland eine „generelle antijüdische Agitation“ gebe. Anschließend reiste er nach Ägypten, um neben dem klassischen Arabisch die Alltagssprache zu erlernen. Sein Ziel war es, durch das Erlernen der Sprachen verschiedene heilige Schriften miteinander vergleichen zu können, um ein Gesamtbild zu erlangen. So war seine Überzeugung, dass jeder der „heiligen Schreiber“ biblischer Texte eine eigene Inspiration gehabt und Gott diese nicht als bloße „passive Instrumente“ benutzt habe, da Gott es gewesen sei, der ihnen Menschlichkeit und Individualität verliehen habe. Zwar handele es sich dabei um Gottes Wort, dennoch sei die Bibel nicht „vom Himmel gefallen“.
Nach weiteren Auslandsreisen kehrte er 1882 nach Cambridge zurück, um eine Übersetzung des klassischen arabischen Textes Kalīla wa Dimna aus dem Syriakischen zu erstellen, die 1885 veröffentlicht und von Kollegen gelobt wurde. Anschließend wurde er von der Universität mit verschiedenen Lehraufträgen betraut und zum Prüfer für Semitische Sprachen ernannt. Zudem wurde er gebeten, für die Encyclopædia Britannica einen Beitrag über die Kurzschrift nach Isaac Pitman zu verfassen, die er sich als Schüler selbst beigebracht hatte. Diese Schrift hatte er 1878 dazu genutzt, die Reden auf der ökumenischen Broadlands Conference mitzuschreiben, so dass sie veröffentlicht werden konnten. Als er einmal in einer Kirche die Predigt in Kurzschrift mitschrieb, empörte sich seine Sitznachbarin über den „ungezogenen Jungen“, der während des Gottesdienstes „gemalt“ habe, wie er 1884 in einem Brief berichtete.

### Radsport

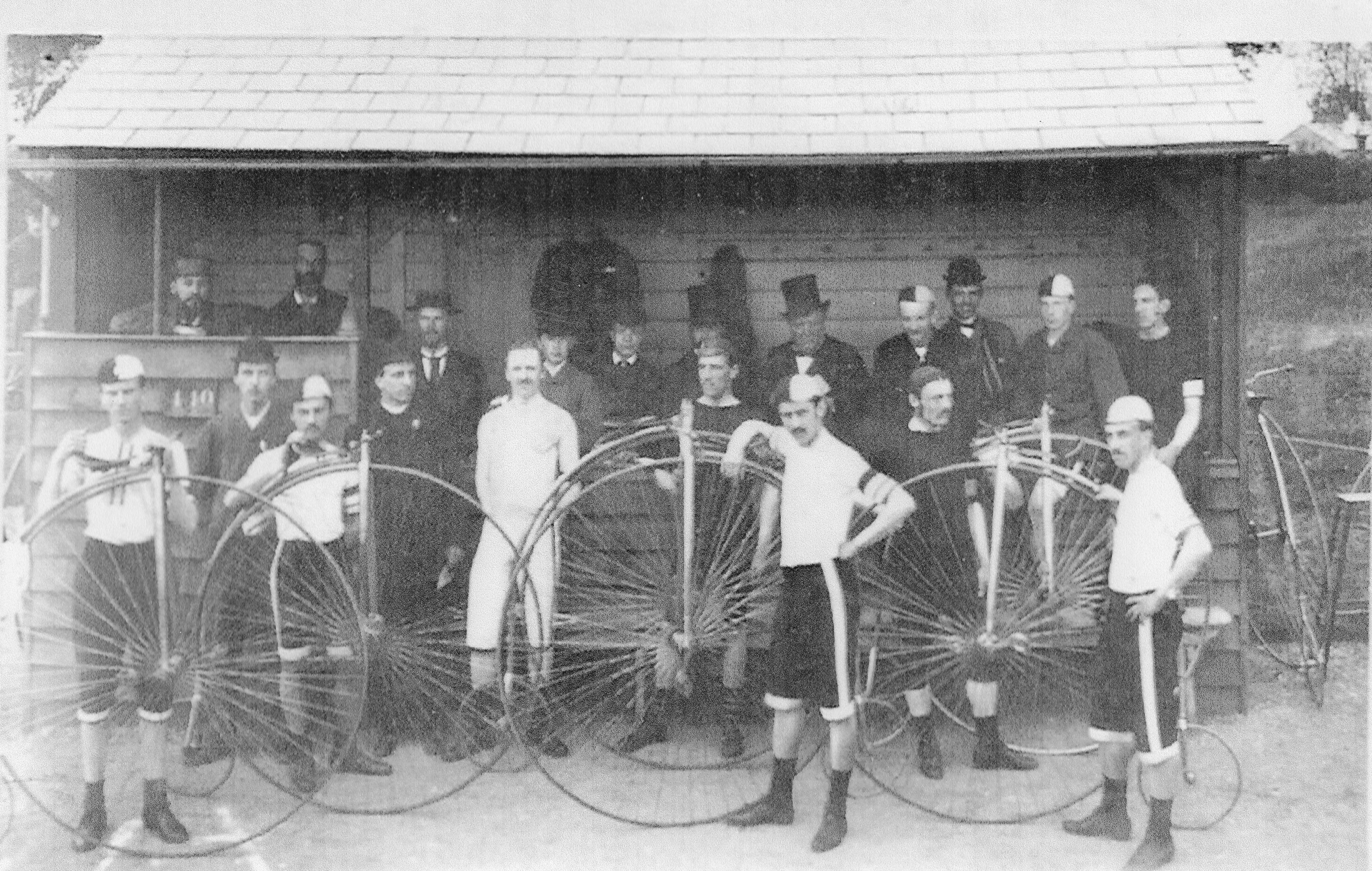
Ion Keith-Falconer (ohne Kappe, ganz in Weiß) im Cambridge University Bicycle Club, ca. 1877

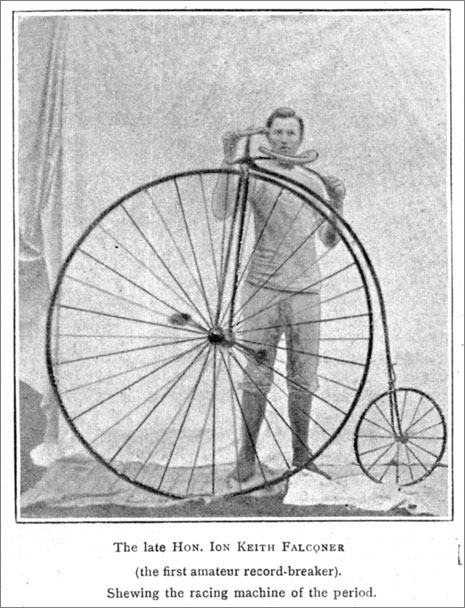
Mit Hochrad 1878

Keith-Falconer erlernte während seiner Schulzeit in Harrow das Fahrradfahren, zunächst auf einem niedrigen Tretkurbelrad. Als Student in Cambridge wechselte er auf das Hochrad, war von 1874 bis 1882 als Radsportler aktiv und bekam wegen seiner Religiosität den Beinamen „Muscular Christian“. 1874 unternahm er eine Fahrt mit dem Hochrad von Bournemouth nach Hitchin über 135 Meilen (217 km) in 19 Stunden und 15 Minuten (reine Fahrzeit ca. 16 Stunden) und schrieb darüber einen Artikel für die Zeitschrift The Field, the Country Gentleman’s Newspaper. Der Radrennfahrer und Publizist George Lacy Hillier bezeichnete diesen Artikel als „einen der ersten ausführlichen Berichte, die unserem Sport gewidmet waren“, mit dem Keith-Falconer das Fahrradfahren populär gemacht habe, zumal der Autor „einen so guten Namen wie den seinen“ trage.
Keith-Falconer war mit über 1,90 Metern für die damalige Zeit ungewöhnlich groß. Daher fiel es ihm leichter als seinen Konkurrenten, große Hochräder zu beherrschen, was ihm bei Radrennen Vorteile verschaffte. Aus begüterter Familie stammend, konnte er es sich leisten, die besten (und größten) Fahrrad-Modelle für sich bauen zu lassen und sich Zeit für das Training zu nehmen. In Cambridge pries man ihn als den „schnellsten Radsportler der Welt“, da er mehrfach nationale Rekorde aufstellte. Trotz allem war er mehr an seinem Studium interessiert als am Radsport, der für ihn nur der Ausgleich für die Arbeit am Schreibtisch war. So vergaß er mitunter bei Rennen zu starten, für die er gemeldet hatte, weshalb Lacy-Hillier ihn, über den sonst nur lobend gesprochen wurde, als „unzuverlässig“ kritisierte.
Keith-Falconer empfahl das Fahrradfahren als Mittel zur „Charakterbildung“, da es „die jungen Kerle von Kneipen, Varietétheatern, Spielhallen und anderen Fallen“ fernhalte. Er verabscheute Alkohol, Fluchen und Wetten; so boykottierte er aus Protest einen Universitäts-Wettbewerb, weil darauf gewettet werden konnte. Am 1. Mai 1877 wurde er zum Präsident des London Bicycling Club gewählt und blieb dies neun Jahre lang, was wiederum für seine Beliebtheit bei Altersgenossen sprach. Ebenso war er Präsident des Cambridge University Bicycle Club (CUBiC), der über eine eigene Radrennbahn verfügte, und gehörte zu den Mitbegründern der nationalen englischen Bicycle Union.
1876 wurde Keith-Falconer in Lillie Bridge englischer Amateur-Meister über vier (6,4 km) und 1878 über zwei Meilen (3,2 km). Im Oktober 1878 schlug er in Cambridge den Berufsfahrer John Keen bei einem Rennen über zwei Meilen um fünf yards (weniger als 5 m); solche Rennen „Amateur gegen Profi“ waren damals nicht üblich und benötigten einer Genehmigung des neu gegründeten Verbandes Bicycle Union. Gegen den Berufsfahrer Frederick Cooper hingegen verlor er zwei Rennen im Jahr darauf. Im Juni 1881 machte er eine 13-tägige Tour über 994 Meilen (1600 km) von Land’s End nach John o’ Groats, sein detaillierter Bericht über diese Fahrt erschien in mehreren Zeitungen. Im Juli 1882 bestritt er auf dem Gelände des Crystal Palace bei London sein letztes wichtiges Rennen, bei dem er englischer Amateur-Meister über 50 Meilen (80 km) wurde und dabei den bestehenden Rekord um sieben Minuten verbesserte.

### Glaube und Missionarstätigkeit
Schon im Alter von sieben Jahren soll Ion Keith-Falconer Bibellesungen gehalten haben, wozu er ohne Wissen seiner Familie Landarbeiter in ihren Häusern aufsuchte. Während seiner Studienzeit in Cambridge engagierte er sich in der nahegelegenen Siedlung Barnwell, die durch den Zuzug von Eisenbahnarbeitern stark angewachsen war und wo in der Folge soziale Missstände herrschten. Gemeinsam mit Freunden und Bekannten brachte er Geld auf, um ein ehemaliges Theater in eine Mission umzuwandeln, wo regelmäßig Gottesdienste stattfanden. Auch engagierte er sich in der Mission im Londoner Stadtteil Tower Hamlets, einem mehrheitlich von Armen bewohnten Gebiet; dort fanden nicht nur geistliche Veranstaltungen statt, sondern etwa im Winter 1879, als viele Menschen hungerten, auch regelmäßige Armenspeisungen. Er initiierte dort ebenfalls die Einrichtung einer Assembly Hall und engagierte sich selbst finanziell.
Seit seiner Schulzeit in Harrow hegte der „zutiefst pietistische und durch und durch evangelikale“ Keith-Falconer den Wunsch, sein künftiges Leben religiöser Arbeit zu widmen. Nach der Lektüre eines Aufsatzes von Generalmajor F. T. Haig, Mitglied der Church Mission Society (CMS), in der Zeitschrift The Christian im Jahre 1885, in dem dieser zur Evangelisierung der Arabischen Halbinsel aufrief, und nach Gesprächen mit dem Autor beschloss er, zu diesem Zweck in das von den Briten verwaltete Aden zu gehen, um dort die erste protestantische Missionsstation auf der Halbinsel einzurichten. Keith-Falconer folgte damit dem Vorbild seines Studienkollegen Charles T. Studd, der als Missionar nach China gegangen war. Ziel seines Vorhabens war die Errichtung einer christlichen Kirchengemeinde für muslimische Konvertiten.

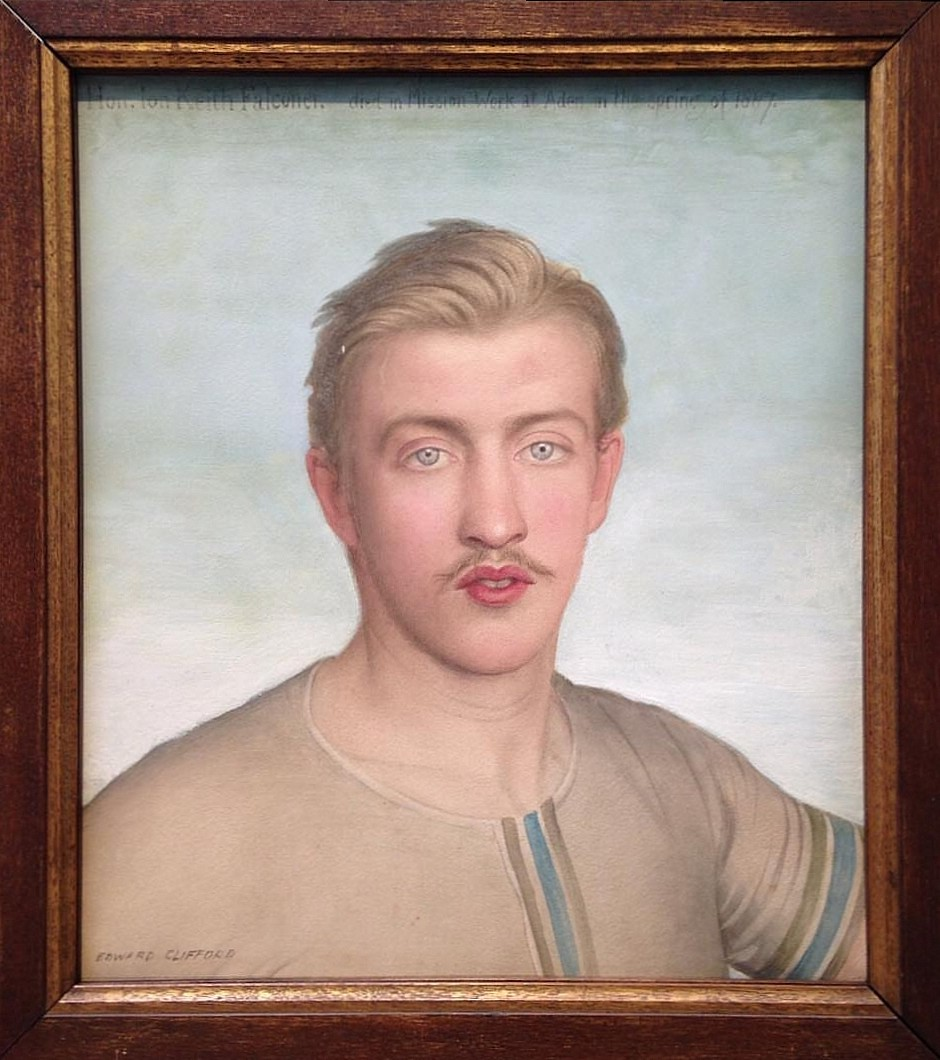
Ion Keith-Falconer in seinem Radsporttrikot (ca. 1875), Gemälde von Edward Clifford

Im Oktober 1885 verließen Ion und Gwendolen Keith-Falconer Großbritannien Richtung Aden, um sich im Stadtteil Crater niederzulassen, zunächst in einem Hotel. Aden war zu dieser Zeit verwaltungstechnisch Teil von Britisch-Indien und mit seiner Lage vor der Einfahrt zum Sueskanal von besonderer strategischer Bedeutung, zudem trafen sich dort wichtige Handelsrouten von und nach Mekka. Allmorgendlich unterrichtete Keith-Falconer seine Frau eine Stunde lang in Arabisch, die sich mit der Sprache schwertat. Von den Einheimischen wurde er wegen seiner Kenntnisse des Arabischen und des Korans bestaunt und respektiert. So pflegte er in einem Park auf Arabisch laut aus dem Lukasevangelium vorzulesen, weshalb er der „Sāhib, der Arabisch spricht wie ein Buch“ genannt wurde.
Nach einigen Wochen zog das Ehepaar in das rund 13 km entfernte Dorf Sheikh Othman, da Keith-Falconer der Meinung war, in diesem ländlichen Umfeld mehr bewirken zu können als in Aden selbst, aber auch um sich von den dort lebenden Briten zu distanzieren und die Missionierung in Richtung Norden in Angriff zu nehmen. Seine Mission sollte von den Einheimischen nicht mit den ansässigen Briten, den britischen Behörden und somit dem britischen Imperialismus in Verbindung gesehen werden. Viele Araber glaubten, so schrieb er in einem Brief, „dass Europäer schlaue Leute sind, die sich betrinken und keine Religion haben“.
Mit eigenem Geld wollte Keith-Falconer in Sheikh Othman eine Schule und ein Hospital einrichten. Nach viermonatigem Aufenthalt kehrte das Ehepaar vorübergehend zurück nach Großbritannien, wo Keith-Falconer als offizieller Missionar der Church of Scotland anerkannt wurde. Zudem wurde er Lord Almoner’s Professor of Arabic – ein von der britischen Krone finanzierter Lehrstuhl – an der Uni Cambridge und hielt eine Vorlesung über die Pilgerfahrt nach Mekka, um seinen Zuhörern deren religiöse und politische Bedeutung zu erläutern.
Gegen Ende des Jahres 1886 kehrte Ion Keith-Falconer zusammen mit seinem Hund Jip in den Jemen zurück. Seine Frau und der junge Glasgower Arzt Baruch Stewart Cowen (* 1863), der im Krankenhaus arbeiten sollte, folgten auf anderen Schiffen. Als Unterkunft dienten provisorisch errichtete Wellblechhütten, da der Vermieter eines Bungalows im Jahr zuvor zugesagt, dann aber seine Meinung überraschend geändert hatte. Schließlich wurde ein anderes, kleines Haus angemietet und ein arabischer Koch sowie zwei weitere Bedienstete aus Somalia angeheuert. Derweil wurde ein neues Wohngebäude für die Missionare errichtet. Sinker, Autor des Buches Memorials und ehemaliger Tutor von Keith-Falconer, beschrieb diese Umstände ausführlich, weil er eventuelle Vorwürfe, „der edle Tote“ habe überhastet oder fahrlässig gehandelt, entkräften wolle.
In den folgenden Monaten litten Keith-Falconer wie auch seine Frau wiederholt an Fieberanfällen, vermutlich aufgrund von Malaria. Trotzdem trieb Keith-Falconer die Arbeit an den Gebäuden voran und machte weitere Sprachstudien, etwa in Somali. Ab Ende April verschlechterte sich sein gesundheitlicher Zustand, und am Morgen des 11. Mai 1887 fand ihn seine Frau tot im Bett auf. Am Abend des Tages wurde er auf dem europäischen Friedhof Holkat Bay von Crater bestattet. Ein Gedenkgottesdienst für ihn wurde in der Assembly Hall in Tower Hamlets ausgerichtet; dabei wurde ein Gemälde von Mitte der 1870er Jahre ausgestellt, das ihn in seinem Radsporttrikot zeigt, zudem gab es eine Trauerfeier in Cambridge.

## Nachwirkungen
Nach Ion Keith-Falconers Tod einigten sich seine Mutter und seine Witwe Gwendolen mit der Church of Scotland darauf, die Mission weiterzuführen und die Kosten, wie mit ihm vereinbart, über mehrere Jahre zu tragen. Cowen praktizierte in dem Krankenhaus bis 1888 und sorgte für die Fertigstellung der Gebäude, anschließend wanderte er nach Australien aus, wo er 1948 im Alter von 85 Jahren als angesehener Arzt starb. Die Mission, die hauptsächlich aus dem Krankenhaus bestand, wurde unter dem Namen Keith-Falconer Mission bekannt, und 1897 wurde in Aden die Keith-Falconer Memorial Church eingeweiht. Das von Keith-Falconer angestrebte Ziel der Gründung einer christlichen Gemeinde für muslimische Konvertiten ließ sich nie verwirklichen, wenn auch die medizinische Versorgung durch das Krankenhaus von der einheimischen Bevölkerung geschätzt wurde. Schon in den ersten Monaten seiner Existenz ließ sich etwa der Sultan von Lahidsch dort behandeln. Ab 1904 engagierte sich die Dansk Kirke-Mission i Arabien (DKM) in den Einrichtungen der Mission und gründete Schulen und Werkstätten. Sie wurde bis zur Unabhängigkeit des Südjemen von Großbritannien im Jahre 1967 und nach kurzer Schließung von 1968 bis 1972 fortgeführt.
David D. Grafton, Professor für Islamwissenschaft an der University of Hartford, resümierte das Wirken Keith-Falconers im Jahre 2006: Dessen vorbildlicher Ansatz für die Missionierung sei das Interesse an und die tiefgehende Kenntnis von islamischen Traditionen sowie die Akzeptanz muslimischer Strukturen gewesen. Man dürfe, so Grafton, bei einer christlichen Missionierung – so wie Keith-Falconer – nicht das Wohl der muslimischen Gemeinschaft aus den Augen verlieren, dies insbesondere auf dem Hintergrund der Terroranschläge am 11. September 2001. Selbst wenn es nicht gelänge, Muslime zum Christentum zu bekehren, sei es von entscheidender Bedeutung, sich der heutigen muslimischen Welt, in der das Evangelium oftmals mit westlichen Werten und Imperialismus assoziiert werde, als wahrer Christ zu zeigen. Dies sei Ion Keith-Falconers Vermächtnis.

## Publikationen
- Kalilah and Dimnah; or the Fables of Bidpai: being an account of their literary history, with an English translation of the later Syriac version of the same, and notes. University Press, Cambridge 1885.